# امیل شون
امیل شون (انگلیسی: Emil Schön; ۴ اوت ۱۸۷۲ – ۲۹ نوامبر ۱۹۴۵) شمشیرباز اهل آلمان بود.
وی در مسابقات کشوری و بین‌المللی در مجموع برندهٔ ۱ مدال طلا شده‌است.